# نيون (شركة)
نيون (بالإنجليزية: NEON)‏ هي شركة أمريكية مستقلة لإنتاج وتوزيع الأفلام تأسست في عام 2017 من قبل الرئيس التنفيذي توم كوين وتيم ليج، الذي كان أيضًا المؤسس المشارك لسلسلة سينما ألامو درافتهاوس.